# Pierwomajskij (rejon biełowski)
Pierwomajskij (ros. Первомайский) – chutor w zachodniej Rosji, w sielsowiecie wiszniewskim rejonu biełowskiego w obwodzie kurskim.

## Geografia
Miejscowość położona jest nad rzeką Zabużewka, 9 km od centrum administracyjnego sielsowietu wiszniewskiego Wiszniewo, 15,5 km od centrum administracyjnego rejonu Biełaja, 96 km od Kurska.

## Demografia
W 2010 r. miejscowość nie posiadała mieszkańców.